# 신석도서관
신석도서관은 인천광역시 서구 석남동 소재의 구립 도서관이다.

## 연혁
- 2010년 12월 27일 착공
- 2011년 12월 28일 준공
- 2012년 2월 9일 개관

## 시설현황
- 4층: 공연장, 문화교실, 동아리활동실
- 3층: 전자정보실, 종합자료실, 정기간행물실
- 2층: 유아열림실, 어린이 열람실, 운영사무실, 휴게실
- 1층: 전기실, 기계실

## 이용 안내
이용 시간
- 화, 목, 금요일 - 꿈터/자람터, 열림터, 정보검색실 09:00 ~ 18:00
- 수요일 - 꿈터/자람터, 열림터, 정보검색실 09:00 ~ 20:00
- 토, 일요일 - 꿈터/자람터, 열림터, 정보검색실 09:00 ~ 18:00

휴관일
- 매주 월요일
- 법정공휴일 (일요일과 공휴일이 겹치는 경우 휴관)
- 특별한 사유로 구청장의 승인을 득한 경우 (장서점검 및 시설유지 보수, 공단창립기념일 등)